# Виноград лисячий
Виноград лисячий (Vitis vulpina) — виткий чагарник з чорними або темно-синіми плодами з родини виноградових (Vitaceae). Природний ареал поширення виду знаходиться у Сполучених Штатах. Вид рідко культивується.

## Опис
Виноград лисячий — це чагарникова ліана висотою від 15 до 20 метрів з розгалуженими вусиками жовтогарячого кольору. Мієлінові стінки мають товщину від 2 до 5 міліметрів. Листок з простою листовою пластинкою, 10-12 сантиметрів завдовжки, широкояйцеподібною, безлопатевою або злегка трилопатевою з серцеподібною основою та вузькою гострокутною виїмкою на черешку. Край листка нерівний, великозубчастий, зубці загострені. Верхня поверхня листка блискучо-зелена, нижня світло-зелена, з опушенням вздовж жилок.
Ароматні квіти ростуть у багатоквіткових волотях довжиною від 10 до 25 сантиметрів. Плоди чорні або темно-сині, злегка матові та мають діаметр від 0,8 до 1 сантиметра. Плоди дуже кислі та стають солодкими та їстівними лише після заморозків.
Виноград лисячий цвіте в червні.

Гербарний зразок Vitis vulpina

Кількість  хромосом становить 2n = 38.

## Поширення та характеристика місцезростань
Природний ареал цього винограду — це схід Сполучених Штатів, він простягається від Індіани, Вісконсину та Південної Дакоти до Флориди та Техасу. Виноград лисячий росте в заплавах та по берегах річок, на помірно сухих, свіжих до вологих, нейтральних до лужних, піщано-гравійних, дуже багатих на поживні речовини ґрунтах у сонячних до ледь затінених, прохолодних та холодних місцях.

## Систематика
Виноград лисячий (Vitis vulpina) — вид роду Vitis, що належить до підроду Vitis підродини Vitoideae родини виноградових (Vitaceae). Цей вид був вперше науково описаний Карлом Ліннеєм у 1753 році. Назва роду Vitis походить з латини та використовується як для позначення «лоза», так і для позначення «вусика». Видовий епітет vulpina з латини дослівно означає «лисячий». Вважають, що термін виник не з байки «Лис і виноград» і не від кольору лози, а від особливого присмаку вин, виготовлених з американського дикого винограду Vitis vulpina та Vitis labrusca, і який називається Fox-Ton або foxy (лисячий смак).

## Використання
Виноград лисячий іноді вирощують заради його плодів або використовують як декоративну рослину.
Плоди їстивні, їх використовують для виготовлення вин, соків, джемів тощо.

## Окремі посилання
1. ↑   Vitis vulpina was first published in Species Plantarum 1: 203. 1753. Виноград лисячий: інформація на сайті GRIN
2. ↑  Profile for Vitis vulpina L. (frost grape). PLANTS Database. USDA, NRCS. Процитовано 18 травня 2011.
3. ↑   Vitis cordifolia was first published in Flora Boreali-Americana (Michaux) 2: 231. 1803 (non Lam. 1793) GRIN (15 січня 2011). Vitis cordifolia information from NPGS/GRIN. Taxonomy for Plants. National Germplasm Resources Laboratory, Beltsville, Maryland: USDA, ARS, National Genetic Resources Program. Процитовано 18 травня 2011. Synonym of Vitis vulpina L.; an illegitimate later homonym (Vienna ICBN Art. 53) that is unavailable for use; a taxonomic, not nomenclatural, synonym of V. cordifolia Lam.
4. ↑   Vitis cordifolia var. foetida was first published in: American Naturalist 2(6): 321. 1868. Name - Vitis cordifolia var. foetida Engelm. Tropicos. Saint Louis, Missouri: Missouri Botanical Garden. Процитовано 18 травня 2011.
5. ↑   Vitis cordifolia var. sempervirens was first published in Rev. Vitic. 5: 165. 1896 10990 Plant Name Details for Vitis cordifolia var. sempervirens. IPNI. Процитовано 18 травня 2011. Distribution: Manatee County (Florida, Southeastern U.S.A., Northern America)
6. ↑   Vitis illex was first published in Gentes Herbarum; Occasional Papers on the Kinds of Plants. [Hortorium, Cornell University] iii. 217 (1934). Plant Name Details for Vitis illex. IPNI. Процитовано 18 травня 2011.
7. ↑  Vitis vulpina // Словник українських наукових і народних назв судинних рослин / Ю. Кобів. — Київ : Наукова думка, 2004. — 800 с. — (Словники України). — ISBN 966-00-0355-2.
8. ↑  
Roloff et al.: Flora der Gehölze, S. 682
9. ↑  
Виноград лисячий. База даних Tropicos. Міссурійський ботанічний сад. (англ.)
10. ↑  
Vitis vulpina // United States Department of Agriculture, Agricultural Research Service
11. ↑  
Genaust: Etymologisches Wörterbuch der botanischen Pflanzennamen, S. 689
12. ↑  
Genaust: Etymologisches Wörterbuch der botanischen Pflanzennamen, S. 691
13. ↑  Elias, Thomas S.; Dykeman, Peter A. (2009) [1982]. Edible Wild Plants: A North American Field Guide to Over 200 Natural Foods. New York: Sterling. с. 214. ISBN 978-1-4027-6715-9. OCLC 244766414.

## Вебпосилання
Vitis vulpina. у: The Plant List. 8 липня 2012. 